# Ciortești
Ciortești is een Roemeense gemeente in het district Iași.
Ciortești telt 4227 inwoners.